# Federico Relimpio y Ortega
Federico Relimpio y Ortega (Almagro, Ciudad Real, 23 de octubre de 1862-Almagro, 1919) fue un catedrático y químico español.

## Biografía
Era hijo del comerciante de Almagro José Relimpio y de su mujer Carmen Ortega. Estudió el bachillerato en el instituto de Ciudad Real, y lo continuó en Lorca (Murcia) entre 1875 y 1876; empezó la carrera de Ciencias Químicas en la Universidad de Valencia, aunque la terminó en la Universidad Central de Madrid en 1882. Hizo la tesis sobre las fermentaciones y fue investido doctor en Ciencias Químicas en 1888, con solo 26 años. En 1890 consiguió la cátedra de Química en la Universidad de Sevilla. Fue profesor de Química Analítica; mejoró el laboratorio de la universidad, donde se hizo notar por sus clases prácticas. Dirigió también el laboratorio municipal de Sevilla para las vacunaciones antirrábicas, laboratorio que aún hoy conserva los instrumentos usados entonces. Fue también rector de la Universidad. Pionero en los estudios de la radiactividad en España, fue miembro honorífico de la Sorbona (donde en esa época trabajaban los esposos Curie) y socio de honor de la Academia de Ciencias Químicas de París. Escribió un voluminoso y concienzudo manual ilustrado en tres volúmenes de su especialidad, del que hizo una segunda edición corregida y ampliada.
Se casó con doña Luisa Carreño, de la que tuvo siete hijos: Federico, Ángel María, José Luis, Fernando, María del Carmen, Emilia y María Luisa. El segundo, Ángel María, decidió seguir su profesión; José Luis fue un médico masón con inquietudes sociales, fusilado por los militares rebeldes en 1936, durante el régimen de Queipo de Llano; fue origen de una larga saga de esta profesión, que incluye por ejemplo al nieto de don Federico, Ángel María Relimpio Ferrer (1935-),  Catedrático Emérito de la Universidad de Sevilla en la rama de Bioquímica,  o a sus biznietos como el endocrinólogo y novelista Federico Relimpio Astolfi (1965-), a la cirujano oftalmóloga y Jefa de Sección en el Hospital Universitario Virgen Macarena María Isabel Relimpio López (1969-) y a la médico especialista en anestesiología, Lourdes Relimpio López (1976-). 
Murió en Almagro en 1919 de tuberculosis. Los ayuntamientos de Almagro y Sevilla le dedicaron una calle. En Vida Manchega se conserva en su necrología un retrato fotográfico del personaje.

## Obras
- Compendio de las Lecciones de Química General explicadas en la Universidad de Sevilla. Sevilla: Librería Imprenta de Izquierdo y Cía., 1902, 3 vols.; se hizo una segunda edición corregida y ampliada en Sevilla, tipografía de Gironés, 1913.
- Discurso inaugural leído en la solemne apertura del curso académico de 1905 a 1906 ante el claustro de la Universidad de Sevilla, 1905.